# Президент Литви

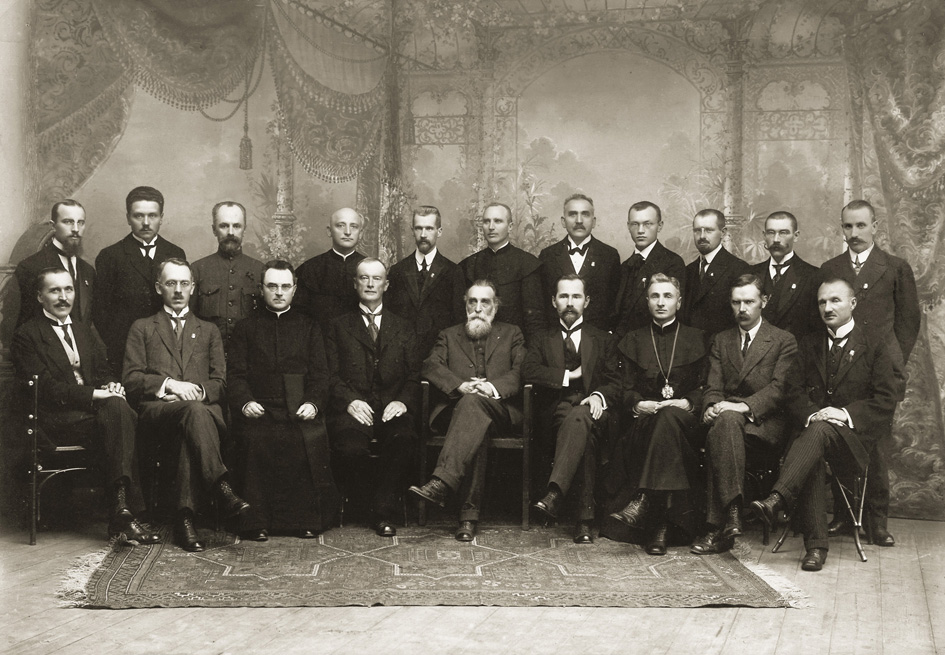
Рада Литви

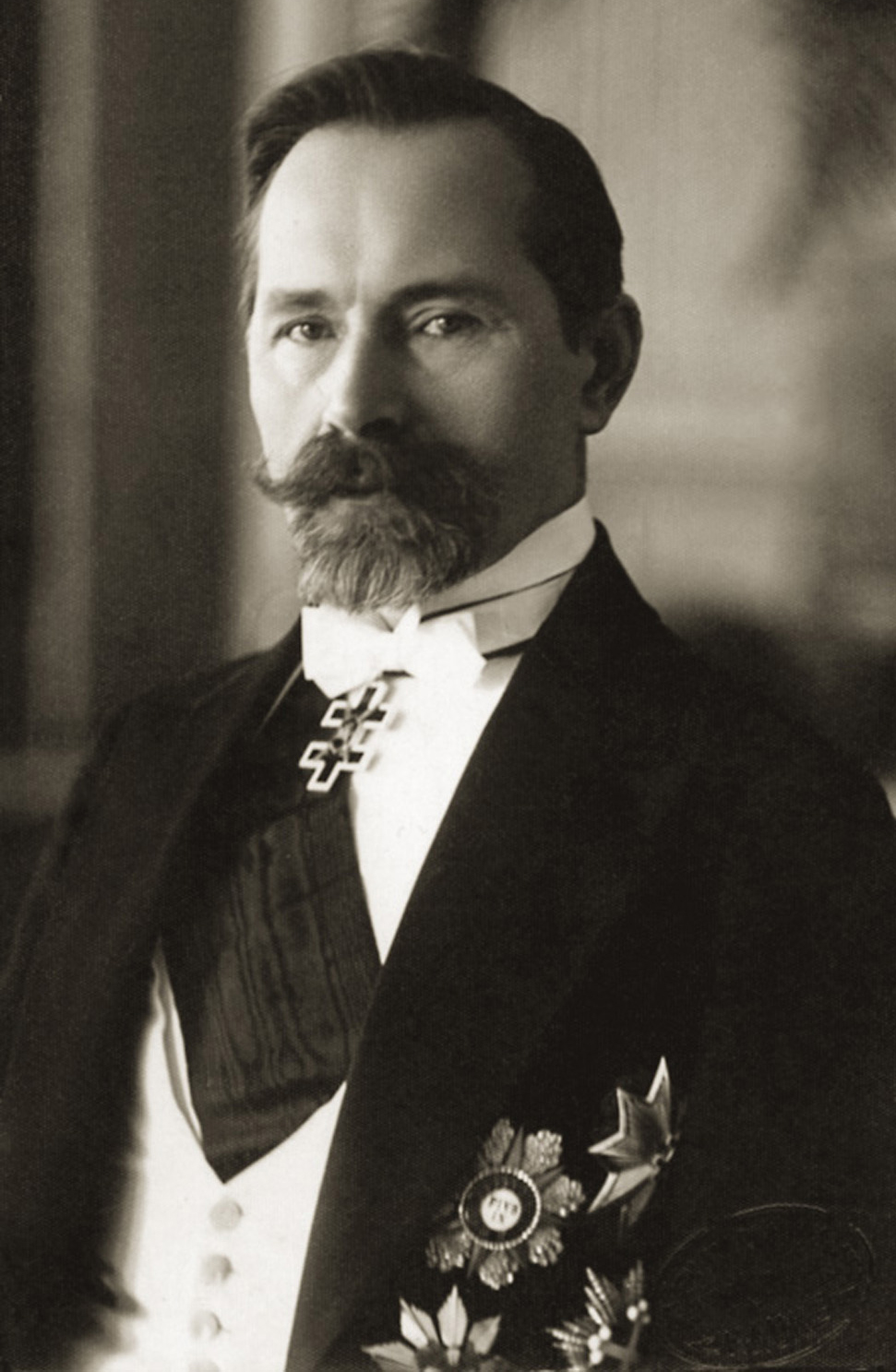
Антанас Смятона — перший президент Литви

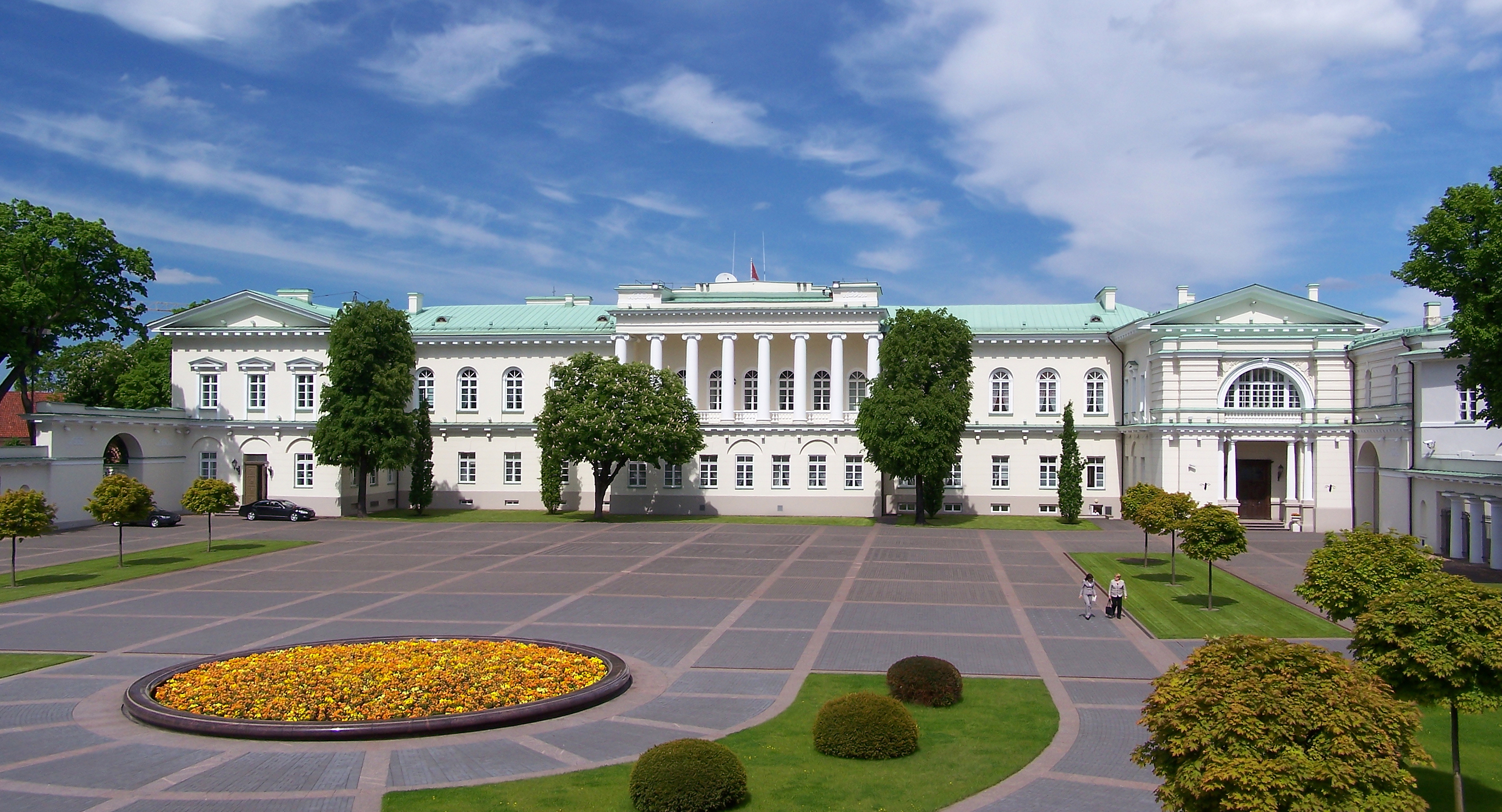
Президентський палац у Вільнюсі

Президе́нт Лито́вської Респу́бліки (лит. Lietuvos Respublikos Prezidentas) — голова Литовської Республіки. Президент представляє державу. Повноваження і статус Президента Литовської Республіки визначається в розділі VI Конституції Литви, прийнятої на референдумі 25 жовтня 1992.

## Обрання
Президент обирається громадянами Литовської Республіки загальним прямим таємним голосуванням строком на п'ять років. Президентом може обиратися громадянин Литви за походженням (лит. Lietuvos pilietis pagal kilmę, англ. citizen of the Republic of Lithuania by birth) що проживає не менше трьох останніх років у Литві і у віці не менше 40-ка років на день виборів.

## Повноваження
Президент визначає напрям зовнішньої політики і спільно з урядом здійснює її, підписує міжнародні договори і вносить їх до Сейму для ратифікації, за згодою уряду призначає і відкликає дипломатичних представників Литовської Республіки в іноземних державах і міжнародних організаціях; приймає вірчі і відзивні грамоти дипломатичних представників іноземних держав.
Президент призначає чергові вибори Сейму, підписує і оприлюднює прийняті Сеймом закони (або повертає їх в Сейм), зі схвалення Сейму призначає прем'єр-міністра і затверджує склад уряду, за узгодженням з прем'єр-міністром призначає і звільняє міністрів.
Президент представляє в Сейм кандидатури суддів Верховного Суду, призначає суддів Апеляційного суду; з схвалення Сейму призначає і звільняє генерального прокурора Литовської Республіки; представляє в Сейм кандидатури трьох суддів Конституційного суду, кандидатуру державного контролера, голови правління Банку Литви; з схвалення Сейму призначає і звільняє командувача військами і керівника служби безпеки.
У разі озброєного нападу, що представляє загрозу суверенітету або територіальній цілісності держави, Президент ухвалює рішення про захист від озброєної агресії, про введення воєнного стану і мобілізації, представляючи ці рішення для затвердження на засіданні Сейму. Президент може оголосити надзвичайний стан, представляючи і це рішення для затвердження на засіданні Сейму.
Президент надає помилування засудженим, надає громадянство Литовської Республіки, присвоює державні нагороди, вищі військові звання і вищі дипломатичні ранги.

## Литовська Республіка 1918—1954
| Ім'я                     | Президентський термін                                 | Партія |  |
| ------------------------ | ----------------------------------------------------- | ------ |  |
| Антанас Смятона          | 4 квітня 1919 — 19 червня 1920                        | TPP    |  |
| Александрас Стульгінскіс | (виконував обов'язки) 19 червня 1920 — 21 грудня 1922 | LKDP   |  |
| Александрас Стульгінскіс | 21 грудня 1922 — 7 червня 1926                        | LKDP   |  |
| Казіс Грінюс             | 7 червня 1926 — 17 грудня 1926                        | LDP    |  |
| Йонас Стаугайтіс         | (виконував обов'язки) 17 грудня 1926 — 18 грудня 1926 |        |  |
| Антанас Смятона          | 19 грудня 1926 — 15 червня 1940                       | TPP    |  |
| Антанас Мяркіс           | (виконував обов'язки) 15 червня 1940 — 17 червня 1940 |        |  |
| Юстас Палецкіс           | (виконував обов'язки) 17 червня 1940 — 21 липня 1940  |        |  |
| Йонас Жямайтіс-Вітаутас  | (визнаний сеймом) 16 лютого 1949 — 26 листопада 1954  |        |  |

## Литовська Республіка від 1993
| Ім'я                 | Президентський термін                               | Партія |
| -------------------- | --------------------------------------------------- | ------ |
| Альгірдас Бразаускас | 25 лютого 1993 — 25 лютого 1998                     | LDDP   |
| Валдас Адамкус       | 26 лютого 1998 — 26 лютого 2003                     |        |
| Роландас Паксас      | 26 лютого 2003 — 6 квітня 2004                      | LLS    |
| Артурас Паулаускас   | (виконував обов'язки) 6 квітня 2004 — 12 липня 2004 | NS     |
| Валдас Адамкус       | 12 липня 2004 — 12 липня 2009                       |        |
| Даля Грибаускайте    | 12 липня 2009 — 12 липня 2019                       |        |
| Ґітанас Науседа      | від 12 липня 2019                                   |        |